# Sinahua
Sinahua es una localidad del estado mexicano de Guerrero. Es parte del municipio de Pungarabato.

## Demografía
| Gráfica de evolución demográfica |
|                                  |

| Censo | Población |
| ----- | --------- |
| 1910  | 184       |
| 1921  | —         |
| 1930  | 248       |
| 1940  | 328       |
| 1950  | 382       |
| 1960  | 400       |
| 1970  | 624       |
| 1980  | 717       |
| 1990  | 1 114     |
| 2000  | 1 299     |
| 2010  | 1 349     |
| 2020  | 1 416     |